# Vladimir Barbu
Vladimir Barbu (Cles, 7 de agosto de 1998) é um saltador italiano, especialista de trampolim e plataforma.

## Biografia
Treinado por Giorgio Cagnotto, Barbu foi convocado para o Campeonato Mundial de Esportes Aquáticos de 2017 em Budapeste, na Hungria, terminando a competição da plataforma 10 m individual masculino em décimo quinto lugar. Ele também representou a Itália na mesma modalidade no Campeonato Europeu de Esportes Aquáticos nas edições de 2016 e 2018.
Além da carreira esportiva, ele atua como modelo.